# Vincent Masingue
Vincent Masingue (Saint-Martin-d'Hères, 31 gennaio 1976) è un ex cestista francese.

## Palmarès
- Semaine des As: 1

Nancy: 2005
- Coppa Korać: 1

Nancy: 2001-02